# 原子转移自由基聚合
原子转移自由基聚合（英語：Atom-transfer radical-polymerization，簡稱ATRP）是一种新的活性聚合反应。与原子转移自由基加成反应一样，在原子转移自由基聚合中，二种不同的催化方法可形成碳-碳、碳-硫、碳-氮等键。一是自由基催化，另一是金属催化。基于历史缘由，人们现在所说的原子转移自由基聚合就是金属催化的原子转移自由基聚合。正如其名称所指示，在原子转移自由基聚合中，自由基是聚合反应的活性种，而原子转移是活性聚合物链增长的关键基元反应和生成自由基活性种的路径。
1995年，王锦山博士在美国卡内基-梅隆大学克日什托夫·马蒂亚谢夫斯基（Krzysztof Matyjaszewski）教授实验室从事博士后研究期间，发现了原子转移自由基聚合。日本京都大学澤本光男（Mitsuo Sawamoto）教授等也在同期独立发表了称之为金属催化的活性自由基聚合。其实，Sawamoto 等所述的本质上就是原子转移自由基聚合。在此基础上，十几年来 Matyjaszewski 教授和 Sawamoto 教授领导的梅隆研究组和京都研究组极大地发展和丰富了原子转移自由基聚合反应体系，取得巨大进展。

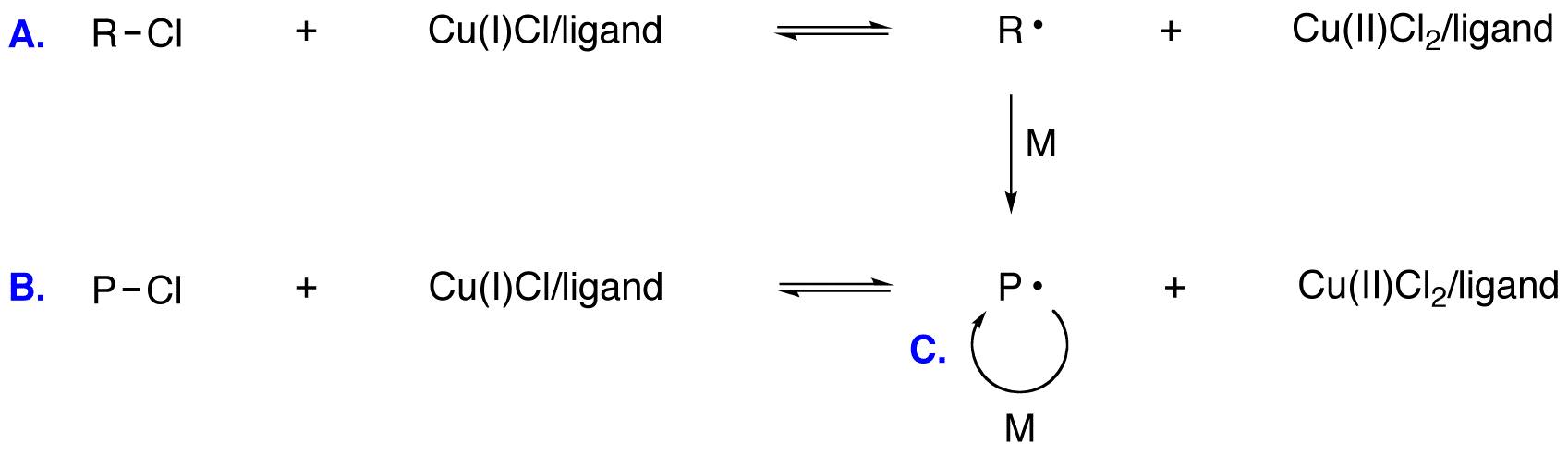
General ATRP Reaction. A. Initiation. B. Equilibrium with dormant specie. C.Propagation

右下图所示的就是典型的ATRP反应：

## 原子转移自由基聚合（ATRP）
原子转移自由基聚合能够进行均一的链增长获得低分散性聚合物主要依靠其中的过渡金属催化剂。催化剂使得活性增长的高分子链与处于休眠的非活性高分子链之间形成一个平衡。由于在此平衡中休眠态高分子更占优势，使得活性种的浓度降低，进而使得副反应得到有效抑制。另外，这一平衡降低了体系中的自由基浓度，抑制了过早的链终止反应（双基终止）并达到了控制高分子分子量的目的。
原子转移自由基聚合具有非常多的优势。聚合所用单体或引发剂可含有多种活泼官能团，如烯丙基、氨基、环氧基、羟基、乙烯基等。而且所用的引发剂（卤代烷类物质）、催化剂（铜盐）和络合剂（吡啶类物质）制备简单而且比较便宜。

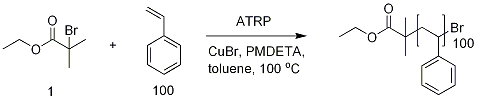
In this scheme, the ATRP with styrene is depicted as an example of ATRP. If all the styrene is reacted (the conversion is 100%) the polymer will have 100 units of styrene built into it. PMDETA stands for N,N,N',N,N pentamethyldiethylenetriamine.

## 原子转移自由基聚合的构成要素
原子转移自由基聚合有五大构成要素:单体，引发剂，催化剂，溶剂，温度。下面对这五大要素进行逐一分析。

### 单体
ATRP的单体往往含有能够稳定自由基的官能团，例如苯乙烯，（甲基）丙烯酸酯，（甲基）丙烯酰胺，丙烯腈。当活性增长链自由基的浓度较低，终止速率相对增长速率非常小时，ATRP可以产生高数均分子量及窄的多分散性分布（PDI）的产物。目前，不同单体的链增长速率都是独特的，并没有普适的规律，所以，控制好聚合反应的其它因素成为了同时保证相对高的休眠种浓度和适当反应速率的关键。

### 引发剂

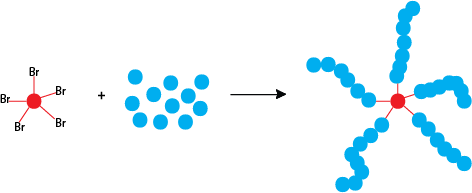
Illustration of a star initiator for ATRP

增长链活性种的数量是由引发剂决定的。引发的过程越快，则此过程中发生的链终止与链转移也就越少，因此最终能够进行链增长的活性种的数量也就与引发剂所引发的数量基本一致。有机卤代物由于可以产生自由基而常被用作引发剂，ATRP中最常用的引发剂就是卤代烷。溴代烷和氯代烷都可以很好的控制聚合物的分子量，但是溴代烷的活性比氯代烷更好。
引发剂的结构可以决定聚合物的结构。例如，含有多个卤代烷支链的引发剂最终可以产生星型聚合物。

### 催化剂
催化剂是ATRP中最重要的组成部分，因为催化剂的多少决定了反应的平衡常数，即活性种与休眠种之间的比例关系。这一平衡也决定了聚合速率，当平衡常数过小（休眠种占大多数）时，聚合速率会变得极慢甚至停止；当平衡常数过大（活性种占大多数）时，最终得到的聚合物则会有较宽的多分散性分布。
金属催化剂有以下几个必须的条件:
1. 该金属需要有两种相对稳定的氧化态，并且两种氧化态之间相差一个电子
2. 该金属与卤素有一定的亲和力，可以和卤素形成化合物或者络合物
3. 当金属被氧化时，该金属的配合半径可以随之变大，使得该金属可以容纳更多的卤素离子
4. 有一种络合能力很强的配体[7]

最常用的、被研究最多的是铜类的催化剂。这一类催化剂对于各种单体都可以有很好的催化效果。

### 溶剂
可选溶剂包括：甲苯、二甲苯、1,4-二氧六环（二噁烷）、苯甲醚、DMF（N,N-二甲基甲酰胺）、DMSO（二甲亚砜）、水、甲醇、乙腈、氯仿等，以及纯单体（本体聚合）。

## 反向原子转移自由基聚合
在反向原子转移自由基聚合（R-ATRP）中，所使用催化剂的金属处在其较高的氧化态。链引发使用的是一般自由基聚合所使用的引发剂（例如AIBN）；之后催化剂会使活性种休眠。体系中可转移的卤素来自加入的铜盐，所以其浓度与体系中过渡金属的浓度是相等的。
当体系中有自由基引发剂和活性催化剂（低氧化态）时可以合成出嵌段聚合物（含有少量单聚物），而利用标准的反向原子转移自由基聚合是无法合成出这样的产物的。这叫做SR&NI（smultaneous reverse and normal initiation ATRP）。

### 电子转移活化（AGET ATRP）
电子转移活化利用了一种有还原性且不会引发新增长链的试剂作为低价金属的再生剂（而不是利用有机自由基），例如，金属铜，二价锡，维生素C，三乙胺等。利用这种方法可以降低体系中的过渡金属浓度，同时也有可能在水相或其他分散体系中使用。

### 混合多金属体系
这一技术使用了多种不同的金属及氧化态（多数情况下有载体），作为活化剂或钝化剂。例如，铁盐可以有效的活化卤代烷但是需要一种低浓度（3–5 mol%）但有效的铜(II)的钝化剂。

### 引发剂连续产生活化剂（ICAR ATRP）
引发剂连续产生活化剂的原子转移自由基聚合使用了大大过量的引发剂来连续的重生金属活化剂，使其所需浓度从几千ppm降至50ppm左右。这使得其在工业生产上有一定的价值。
同时，苯乙烯受到了人们的特别注意，因为它在受热时会产生自由基。

### 利用电子转移再生活化剂（ARGET ATRP）
电子转移再生活化剂的方法可以用来生产嵌段共聚物，其过程与AGET类似，但是所需的金属量大大减小，因为过量的试剂（例如肼，苯酚，糖类，维生素C等还原剂）可以使钝化剂再生得到活化剂。ARGET与AGET的不同在于AGET中使用还原性试剂产生活性催化剂（产生的活性剂与所加催化剂基本等量），而ARGET中使用大大过量的还原剂以不断再生活性催化剂，这使得体系中添加的催化剂的量可以降低到50ppm，同时保持对反应的控制。

## 利用ATRP合成的聚合物
- 聚苯乙烯
- 聚甲基丙烯酸甲酯
- 聚丙烯酰胺